# Scandale de l'attribution des Jeux olympiques d'hiver de 2002
Le scandale d'attribution des Jeux olympiques d'hiver de 2002 est un scandale portant sur des allégations de corruption dans le but d'obtenir le droit d'organiser  les Jeux olympiques d'hiver de 2002 à Salt Lake City dans l'Utah aux États-Unis. Avant sa candidature qui lui permet d'obtenir les Jeux en 1995, la ville avait tenté à quatre reprises d'organiser les Jeux, échouant à chaque fois. En 1998, des membres du Comité international olympique (CIO) sont accusés d'avoir pris des pots de vin de la part du comité d'organisation de Salt Lake pendant le processus d'attribution des Jeux. Ces allégations entraînent l'exclusion de plusieurs membres du CIO ainsi que l'adoption de nouvelles règles au CIO. Des charges légales sont intentées contre les dirigeants du comité de candidature de Salt Lake par le département de la Justice des États-Unis dont toutes les parties sont par la suite acquittées. Des enquêtes sont également lancées concernant le processus d'attribution pour d'autres Jeux, concluant que des membres du CIO ont reçu des cadeaux durant le processus d'attribution des Jeux olympiques d'hiver de 1998 et des Jeux olympiques d'été de 2000.

## La candidature s'impose
L'avocat Tom Welch, originaire de Ogden, et le vendeur de voitures Dave Johnson sont responsables du comité de candidature de Salt Lake et adoptent une approche agressive pour remporter le droit d’accueillir les Jeux olympiques. Ils se sont envolés vers l'Europe, l'Amérique Latine et l'Afrique pour rencontrer les membres du Comité international olympique.
Malgré tout cela, les Jeux de 1998 reviennent à Nagano au Japon avec 46 voix pour la ville japonaise contre 42 pour Salt Lake City. Beaucoup pensent que la raison de cela est que les États-Unis avaient obtenu récemment les Jeux olympiques d'été de 1996 à Atlanta en Géorgie. D'autres, dont Welch, croient que c'est parce que Nagano avait traité aux petits oignons les officiels.

Welch et Johnson décident d'en faire plus lors de la candidature suivante. En effet, avant le vote du CIO pour 1998, ils avaient offerts des chapeaux Stetson aux délégués. Pour 2002, ils décident de donner plus que des chapeaux.[source insuffisante]
Des millions de dollars sont dépensés pour offrir des avantages en nature comme des voyages pour aller skier, tous frais payés, treize bourses d'études, des voyages pour aller voir le Super Bowl ou encore de la chirurgie plastique. Des membres du CIO comme Jean-Claude Ganga ont également reçus des offres immobilières et les membres de leurs familles, des emplois,. Des pots de vin en espèces ont pu être utilisés. Lorsque le scandale éclate, il y a eu le « geld document » qui aurait enregistré les préférences personnelles des membres du CIO. À côté de certains noms de membres, le document contient le mot geld (le mot allemand pour « argent ») qui indique sans doute la réceptivité de ces membres à recevoir des pots de vin.
Le plan fonctionne puisqu'en 1995, le CIO annonce que Salt Lake City est le vainqueur. 50 000 personnes se rassemblent devant le Salt Lake City and County Building pour entendre l'annonce officielle.

## Le scandale
Le scandale éclate le 10 décembre 1998 quand le membre suisse du CIO Marc Hodler, chef du comité de coordination qui supervise l'organisation des Jeux de 2002, annonce que plusieurs membres du CIO avaient pris des pots de vin. Par la suite, quatre enquêtes indépendantes sont lancés par le CIO, par le USOC, par le SLOC et par le département de la Justice des États-Unis.
Avant le lancement même de ces enquêtes, Welch et Johnson démissionnent de leurs postes à la tête du SLOC. Beaucoup d'autres ont rapidement suivi. Le département de Justice engage des poursuites contre les deux concernant quinze charges de corruption et de fraude. Johnson et Welch sont finalement acquittés de toutes les charges en décembre 2003. 
À la suite de l'enquête, dix membres du CIO sont exclus et dix autres sont sanctionnés. Il s'agit de la première exclusion ou sanction pour corruption prononcé par le CIO qui existe depuis plus d'un siècle. Bien que rien de strictement illégal n'ait été fait, il est estimé que l'acceptation de cadeaux est moralement douteux. Des règles plus strictes sont adoptées pour les futures attributions et des plafonds sont mis en place pour savoir combien le CIO peut accepter de cadeaux de la part des villes candidates. De plus, des nouvelles limites concernant la durée du mandat et la limite d'âge sont mis en place pour les membres du CIO et quinze anciens athlètes olympiques sont ajoutés au comité.
En 2006, un rapport commandé par le gouverneur de la région de Nagano montre que la ville japonaise a dépensé des millions de dollars pour un « niveau illégitime et excessif d'hospitalité » des membres du CIO dont par exemple, 4,4 millions de dollars américains dépensés uniquement pour le divertissement.

## Conséquences
Mitt Romney devient le chef du SLOC. Romney aide à réorganiser le comité et aide à commencer à fixer le budget, qui à l'époque est de 379 millions de dollars à court terme, et renouvelle l'enthousiasme des sponsors.

La Suisse présentait une candidature pour les JO 2006, celle de Sion. Après les visites de la commission d'expertise, le CIO annonce que Sion a le meilleur dossier de candidature par rapport aux autres villes candidates. Or, par vengeance, certains membres du CIO ont décidé de voter pour la candidature italienne aux JO de 2006, celle de Turin, afin de se venger de Marc Hodler, suisse, qui a révélé le scandale de l'attribution des JO 2002. Ainsi, le 19 juin 1999, Turin est sélectionné au détriment de Sion pour l'accueil des JO 2006.

## Candidatures précédentes
| Jeux                            | Commentaire |
| ------------------------------- | --- |
| Jeux olympiques d'hiver de 1932 | En 1929, seulement cinq ans après les premiers Jeux à Chamonix en France, Salt Lake City tente pour la première fois d'obtenir les Jeux olympiques d'hiver. Le Utah Ski Club essaye d'avoir les Jeux de 1932 mais ils vont finalement à Lake Placid dans l'État de New York. En raison des premières règles olympiques (qui ont changé depuis), Salt Lake ne peut pas soumettre sa candidature aux Jeux de 1936 car l'hôte des Jeux d'été (l'Allemagne) remporte le droit d'organiser les Jeux d'hiver. |
| Jeux olympiques d'hiver de 1972 | La deuxième tentative de Salt Lake City est plus organisée. Les représentants de l'État et de la ville ont le United States Olympic Committee (USOC) pour soutenir la ville mais ils perdent encore, cette fois contre la ville de Sapporo au Japon. |
| Jeux olympiques d'hiver de 1976 | L'USOC préfère Denver au Colorado que Salt Lake City pour représenter la candidature américaine. Denver remporte ce droit mais les contribuables votent contre le financement des Jeux. Salt Lake se présente comme candidat, mais finalement les Jeux sont attribués à la ville d'Innsbruck en Autriche qui avait déjà accueilli les Jeux en 1964. |
| Jeux olympiques d'hiver de 1992 | Salt Lake City ne cherche à accueillir les Jeux jusqu'en 1985 avec les Jeux de 1992 mais l'USOC préfère Anchorage en Alaska. Après la défaite d'Anchorage pour les Jeux de 1992 et de 1994, Salt Lake revient dans la course pour les Jeux de 1998. |